# Ewen Bremner

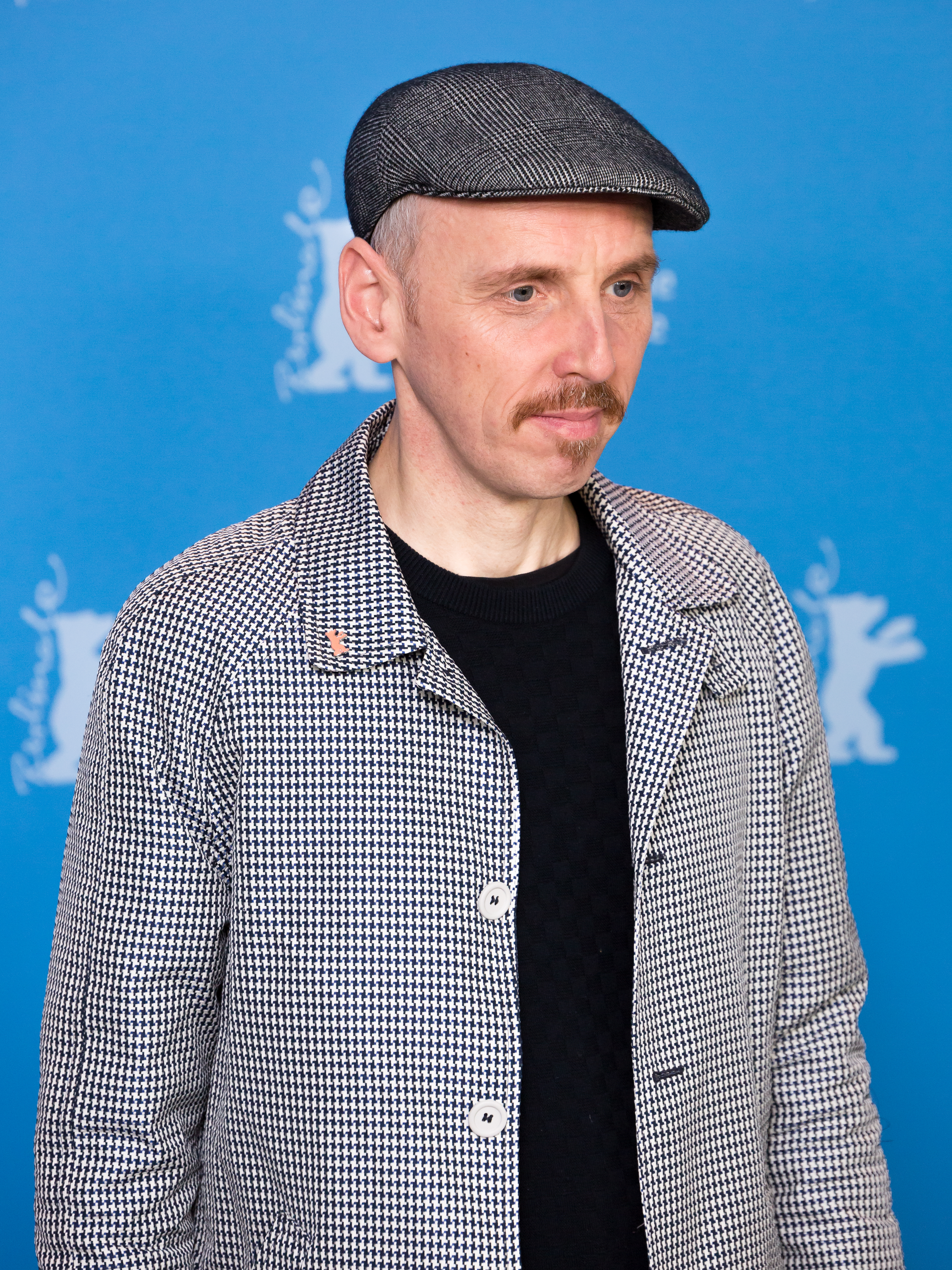
Bremner auf der Berlinale 2017

Ewen Bremner (* 23. Januar 1972 in Edinburgh, Schottland) ist ein schottischer Schauspieler. Große Bekanntheit erreichte er mit seiner Rolle des „Spud“ in dem Kinofilm Trainspotting – Neue Helden. Zu seinen weiteren Filmen gehörten unter anderem Snatch – Schweine und Diamanten, Pearl Harbor und Black Hawk Down.

## Filmografie (Auswahl)
- 1993: Nackt (Naked)
- 1995: Judge Dredd
- 1996: Trainspotting – Neue Helden (Trainspotting)
- 1997: Mojo
- 1997: Rhinoceros Hunting Budapest
- 1998: The Acid House
- 1999: Julien Donkey-Boy
- 2000: Paranoid – 48 Stunden in seiner Gewalt (Paranoid)
- 2001: Pearl Harbor
- 2001: Snatch – Schweine und Diamanten (Snatch)
- 2001: Black Hawk Down
- 2002: Fancy Dancing
- 2003: Welcome to the Jungle (The Rundown)
- 2003: Desolation – 16 Years of Alcohol (Sixteen Years of Alcohol)
- 2003: Skagerrak
- 2003: The Reckoning
- 2004: In 80 Tagen um die Welt (Around the World in 80 Days)
- 2004: Alien vs. Predator
- 2005: Elizabeth I (Fernsehfilm)
- 2005: Match Point
- 2006: Das verschwundene Zimmer (The Lost Room, Miniserie)
- 2007: Sterben für Anfänger (Death at a Funeral)
- 2007: Hallam Foe – This Is My Story (Hallam Foe)
- 2008: Ein Schatz zum Verlieben (Fool’s Gold)
- 2008: Richard Hasenfuß – Held in Chucks (Faintheart)
- 2008: My Name Is Earl (Fernsehserie, Episode 4x12)
- 2009: Die Triffids – Pflanzen des Schreckens (The Day of the Triffids, Fernsehfilm)
- 2010: Ich sehe den Mann deiner Träume (You Will Meet a Tall Dark Stranger)
- 2010: Strike Back (Fernsehserie, Episoden 1x05–1x06)
- 2011: Perfect Sense
- 2011: Die Verschwörung – Verrat auf höchster Ebene (Page Eight, Fernsehfilm)
- 2012: Große Erwartungen (Great Expectations)
- 2013: Jack and the Giants (Jack the Giant Slayer)
- 2013: Snowpiercer
- 2014: Die Verschwörung – Tödliche Geschäfte (Turks & Caicos, Fernsehfilm)
- 2014: Die Verschwörung – Gnadenlose Jagd (Salting the Battlefield, Fernsehfilm)
- 2014: Rettet Weihnachten! (Get Santa)
- 2014: Exodus: Götter und Könige (Exodus: Gods and Kings)
- 2017: T2 Trainspotting
- 2017: Wonder Woman
- 2017: Will (Fernsehserie, 10 Episoden)
- 2017: Renegades – Mission of Honor (Renegades)
- 2019: First Cow
- 2021: Creation Stories
- 2022–2023: Our Flag Means Death (Fernsehserie)

## Auszeichnungen
Bremner wurde bei den Empire Awards 1997 mit dem Preis für das beste Debüt in dem Film Trainspotting – Neue Helden ausgezeichnet. Im Jahr 2000 erhielt er im Rahmen des „International Festival of Independent Cinema“ in Buenos Aires den Preis als bester Darsteller in dem Film Julien Donkey-Boy.